# Parafia Wniebowzięcia Najświętszej Maryi Panny w Węgrowie
Parafia pw. Wniebowzięcia Najświętszej Maryi Panny w Węgrowie – rzymskokatolicka parafia należąca do dekanatu węgrowskiego, diecezji drohiczyńskiej, metropolii białostockiej.

## Historia
Parafia założona i erygowana w 1414. Jest najstarszą parafią w mieście. Pierwotnie należała do parafii Liw.

## Miejsca święte

### Kościół parafialny
Kościół pochodzi z XVI wieku, przebudowany 1703–1706 pod kierunkiem Tylmana z Gameren i Karola Ceroniego, gotycko-barokowy. Wewnątrz polichromia 1707–1708 Michała Anioła Palloniego, obrazy Szymona Czechowicza. W zakrystii metalowe "czarnoksięskie zwierciadło", według tradycji należało do Twardowskiego.

## Duszpasterze

### Proboszczowie
Obecnie proboszczem jest ks. prał. mgr lic. Leszek Gardziński, dziekan węgrowski.

## Obszar parafii

### Miejscowości i ulice
W granicach parafii znajdują się  miejscowości:
- Jarnice,
- Pieńki
- Szaruty

oraz ulice Węgrowa:

- Aleja Solidarności,
- Bagno,
- Bohaterów Warszawy,
- Bujanowskiej,
- Chopina,
- Gdańska (nieparzyste nr od 1 do 67 i parzyste nr od 2 do 70),
- Gołębiewskiego,
- Gościniec Niepodległości,
- Jabłonowskiego,
- Joselewicza,
- Klonowa, Konopnickiej,
- Korczaka, Kościelna,
- Kościuszki (nieparzyste nr od 1 do 9 i parzyste nr 2),
- Krasińskiego,
- Kraszewskiego,
- Kwiatowa,
- Lipowa,
- Litewska,
- Ludwisarska,
- Łamana,
- Łąkowa,
- Matlińskich,
- Mickiewicza,
- Mistrza Twardowskiego,
- Młodzieżowa,
- Moniuszki,
- Nadrzeczna,
- Narutowicza,
- Nowa,
- Obrębowa,
- Obrońców Westerplatte,
- Orzeszkowej,
- Palloniego,
- Piaskowa,
- Piłsudskiego,
- Piwna (bez nr 35 i 37 oraz 52-60),
- Podlaska,
- Polna,
- Poprzeczna,
- Powstańców,
- Prosta,
- Prusa,
- Przechodnia,
- Przemysłowa,
- Reja,
- Różana,
- Rynek,
- Mariacki,
- Rynkowa,
- Rzemieślnicza,
- Sienkiewicza,
- Sikorskiego,
- Skośna,
- Słowackiego,
- Spacerowa,
- Stadionowa,
- Staszica, Strażacka,
- Szymańskiego,
- Targowa,
- Topolowa,
- Wangrata,
- Wieniawskiego,
- Witosa,
- Wyszyńskiego,
- Zarzyckiego,
- Zwycięstwa (parzyste: nr 4-10, nieparzyste: nr 1-10),
- Żeromskiego